# Clifton Maybank
Clifton Maybank – osada w Anglii, w hrabstwie Dorset, w dystrykcie (unitary authority) Dorset. Leży 27 km na północny zachód od miasta Dorchester i 185 km na zachód od Londynu.